# Condado de Huelma
El condado de Huelma es un título nobiliario español de carácter hereditario concedido por Enrique IV de Castilla el 20 de agosto de 1474 a su valido Beltrán de la Cueva, I duque de Alburquerque (grande de España), I conde de Ledesma y Gran Maestre de la Orden de Santiago, hijo de Diego IV Fernández de la Cueva, primer y único vizconde de Huelma, por elevación del vizcondado a condado, y con motivo de la cesión del título de conde de Ledesma que el maestre hizo en su hijo primogénito, Francisco Fernández de la Cueva y Mendoza. 
Su nombre hace referencia a la villa de Huelma, en la actual provincia de Jaén, que fue entregada como dote de arras a Beltrán de la Cueva cuando contrajo matrimonio con Mencía de Mendoza, hija de Diego Hurtado de Mendoza, marqués de Santillana, y que había sido ganada a los moros por su abuelo, Íñigo López de Mendoza. Su actual propietario es Juan Miguel Osorio y Bertrán de Lis, que ocupa el décimo noveno lugar en la lista de sucesión en el título.

## Condes de Huelma
1. Beltrán de la Cueva.
2. Francisco Fernández de la Cueva y Mendoza.
3. Beltrán II de la Cueva y Toledo.
4. Francisco Fernández de la Cueva y Girón.
5. Gabriel III de la Cueva y Girón.
6. Beltrán III de la Cueva y Castilla.
7. Francisco Fernández de la Cueva.
8. Francisco Fernández de la Cueva y Enríquez de Cabrera.
9. Melchor Fernández de la Cueva y Enríquez de Cabrera.
10. Francisco Fernández de la Cueva y de la Cueva.
11. Francisco Fernández de la Cueva y de la Cerda.
12. Pedro Miguel de la Cueva y Guzmán.
13. Miguel de la Cueva y Enríquez de Navarra.
14. José Miguel de la Cueva y de la Cerda.
15. Nicolás Osorio y Zayas.
16. José Osorio y Silva.
17. Miguel Osorio y Martos.
18. Beltrán Alfonso Osorio y Díez de Rivera.
19. Juan Miguel Osorio y Bertrán de Lis.